# Амберг-Зульцбах
Амберг-Зульцбах (нім. Amberg-Sulzbach) — район у Німеччині, у складі округу Верхній Пфальц федеральної землі Баварія. Районний центр — місто Амберг, яке адміністративно до його складу не входить.

## Населення
Населення району становить 102 998 осіб (станом на 31 грудня 2020).

## Адміністративний поділ
Район складається з 5 міст (нім. Städte), 7 торговельних громад (нім. Märkte) та 15 громад (нім. Gemeinden):
| Міста 1. Ауербах-ін-дер-Оберпфальц (8717) 2. Гіршау (5604) 3. Зульцбах-Розенберг (19252) 4. Фільзек (6387) 5. Шнайттенбах (4183) Об'єднання громад 1. Ганбах (торговельна громада Ганбах та громада Гебенбах) 2. Ільшванг (громади Біргланд та Ільшванг) 3. Кенігштайн (торговельна громада Кенігштайн та громада Гіршбах) 4. Нойкірхен-бай-Зульцбах-Розенберг громади Етцельванг, Нойкірхен-бай-Зульцбах-Розенберг та Вайгендорф Торговельні громади 1. Ганбах (4955) 2. Гоенбург (1544) 3. Кастль (2497) 4. Кенігштайн (1758) 5. Ріден (2656) 6. Фрайгунг (2503) 7. Шмідмюлен (2332) | Громади 1. Аммерталь (2095) 2. Біргланд (1784) 3. Вайгендорф (1232) 4. Гебенбах (864) 5. Гіршбах (1183) 6. Еберманнсдорф (2421) 7. Едельсфельд (1958) 8. Енсдорф (2103) 9. Етцельванг (1384) 10. Ільшванг (2013) 11. Кюммерсбрук (9818) 12. Нойкірхен-бай-Зульцбах-Розенберг (2472) 13. Поппенріхт (3381) 14. Урзензоллен (3759) 15. Фройденберг (4143) |

Дані про населення наведені станом на 31 грудня 2020.